# Wilson Simonal

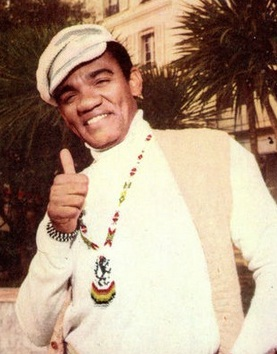
Wilson Simonal im Jahr 1972

Wilson Simonal (eigentlich Wilson Simonal de Castro, * 23. Februar 1938 in Rio de Janeiro; † 25. Juni 2000 in São Paulo) war ein populärer brasilianischer Sänger.

## Leben
Simonal begann seine Karriere während seiner Militärzeit, als er in Bars oder auf Booten englische Musiktitel und Calypsos nachsang.
Entdeckt wurde er 1963 vom brasilianischen Komponisten und Produzenten Carlos Eduardo Imperial, der ihm seine ersten Auftritte in der Fernsehsendung Os Brotos Comandam ermöglichte. Im selben Jahr erschien Simonals erstes Album Balanço Zona Sul. In Zusammenarbeit mit Carlos Imperial entstanden sehr erfolgreiche Samba- und Bossanova-Nummern wie Nem Vem Que Não Tem (u. a. zu hören auf dem Soundtrack zu City of God), Mamãe Passou Açúcar em Mim, País Tropical, Sá Marina und das Stück Meu Limão, Meu Limoeiro (bekanntes brasilianisches Volkslied über einen Zitronenbaum, das international auch in der englischen Fassung Lemon Tree von Will Holt bekannt wurde), mit dem er auch außerhalb Brasiliens bekannt wurde.
In den Jahren 1966 und 1967 war er der Star der Unterhaltungssendung Show em Si Monal, wo er den Musikstil Pilantragem, eine Fusion aus Soul, Jazz, Samba und Boogaloo, populär machte. Des Weiteren dirigierte er 1969 einen Chor mit 15.000 Menschen während des IV. Festival Internacional da Canção in der Sportarena Ginásio do Maracanãzinho, die in der Nachbarschaft des Maracanãs in Rio de Janeiro liegt.
1972 war Simonals Karriere vorbei. Man beschuldigte ihn, ein Informant der Militärdiktatur gewesen zu sein, als zwei seiner Berufskollegen fälschlicherweise des Diebstahls angezeigt wurden und dafür übel verprügelt wurden. Erst 2003 wurde er postum von den Vorwürfen freigesprochen, nachdem seine Witwe, die Anwältin Sandra Manzini Cerqueira, Einblick in die Militärakten bekam und feststellte, dass Wilson Simonals Name nirgendwo in den Informantenlisten auftauchte.
Musikalisch veröffentlichte er bis 1994 nichts mehr, bis die Kompilation A Bossa de Wilson Simonal herauskam.
Im Juni 2000 starb er an einer Leberzirrhose, die die Folge eines seit den 1980er Jahren andauernden Alkoholismus war. Simonals Söhne Wilson Simoninha und Max de Castro sind inzwischen selbst bekannte Musiker in Brasilien.